# Лејк Понсет (Јужна Дакота)
Лејк Понсет (енгл. Lake Poinsett) насељено је место без административног статуса у америчкој савезној држави Јужна Дакота.

## Демографија
По попису из 2010. године број становника је 493.
| Група             | 2000.    | 2010.       |
| Белци             | 0 (0,0%) | 485 (98,4%) |
| Афроамериканци    | 0 (0,0%) | 0 (0,0%)    |
| Азијати           | 0 (0,0%) | 3 (0,6%)    |
| Хиспаноамериканци | 0 (0,0%) | 2 (0,4%)    |
| Укупно            | 0        | 493         |